# Contea di White (Indiana)
La contea di White (in inglese White County) è una contea dello Stato dell'Indiana, negli Stati Uniti. La popolazione al censimento del 2000 era di 25 267 abitanti. Il capoluogo di contea è Monticello.